# José Antonio Gandarillas Luco
José Antonio Gandarillas Luco (Santiago, 1839-ibídem, 9 de febrero de 1913) fue un abogado y político chileno.

## Primeros años de vida
Hijo de José Santiago Gandarillas Guzmán y de María del Carmen Luco Huici. Educado en el Colegio de los Sagrados Corazones de Santiago y en el Instituto Nacional (1851). Luego se graduó de abogado en la Universidad de Chile, el 25 de septiembre de 1861.

### Matrimonio e hijos
Se casó con Rosa Huici Arguedas, con quien tuvo un hijo: José Antonio Gandarillas Huici, attaché de Chile en Francia.

## Desempeño profesional

### Abogado
Relator de la Corte de Apelaciones de Santiago (1863); Juez de Comercio de Santiago (1869); Ministro suplente de la Corte de Apelaciones de Santiago (1875) y en propiedad (1876-1882). Miembro Académico de la Facultad de Leyes y Ciencias Políticas de la Universidad de Chile.

### Político
Fue Intendente de la provincia de Maule (1866-1867). Ministro de Hacienda (2 de agosto-18 de septiembre de 1870); Ministro de Justicia, Culto e Instrucción Pública (20 de agosto de 1879-19 de noviembre de 1881), debió encargarse además del ministerio de guerra y marina por estar el ministro Rafael Sotomayor Baeza en campaña; Consejero de Estado (1909).
Desde 1869 hasta 1895, formó parte de las comisiones redactoras del código penal y del código de procedimientos civiles. En 1882 renunció a su puesto en la corte de apelaciones. Árbitro de Chile en el Tribunal Internacional Chileno-Alemán sobre reclamaciones alemanas, suizas y austro-húngaras (1909). Nominado candidato a la Presidencia de la República en 1886, junto a José Manuel Balmaceda, sin embargo no consiguió los apoyos necesarios.

### Parlamentario
Como militante del Partido Liberal fue Diputado por Santiago en cuatro períodos consecutivos (1876-1888) y por Ovalle, Combarbalá e Illapel (1888-1891). En estos períodos fue miembro de las comisiones permanentes de Gobierno y Relaciones Exteriores; Constitución, Legislación y Justicia; Hacienda e Industrias, y de Culto y Colonización.
Salió del oficialismo liberal para militar en el Partido Liberal Democrático en 1891, tras la caída de Balmaceda, a quien defendió. Senador por Santiago (1891-1897) y por Talca (1897-1903). Integró las comisiones permanentes de Gobierno y Relaciones Exteriores.
Ocupó la vicepresidencia del Senado (10 de agosto-15 de noviembre de 1892) y la presidencia de la corporación (15 de noviembre de 1892-16 de enero de 1893).
Pasó sus últimos años en Europa y regresó a Chile para morir en Santiago en 1913.